# Aselas
Aselas is een geslacht van schietmotten uit de familie van de Sericostomatidae. Het geslacht werd voor het eerst wetenschappelijk beschreven door Barnard in 1934.

## Soorten
Het genus is monotypisch en bevat de volgende soort:

- Aselas camella K.H. Barnard, 1934